# II wojna syryjska

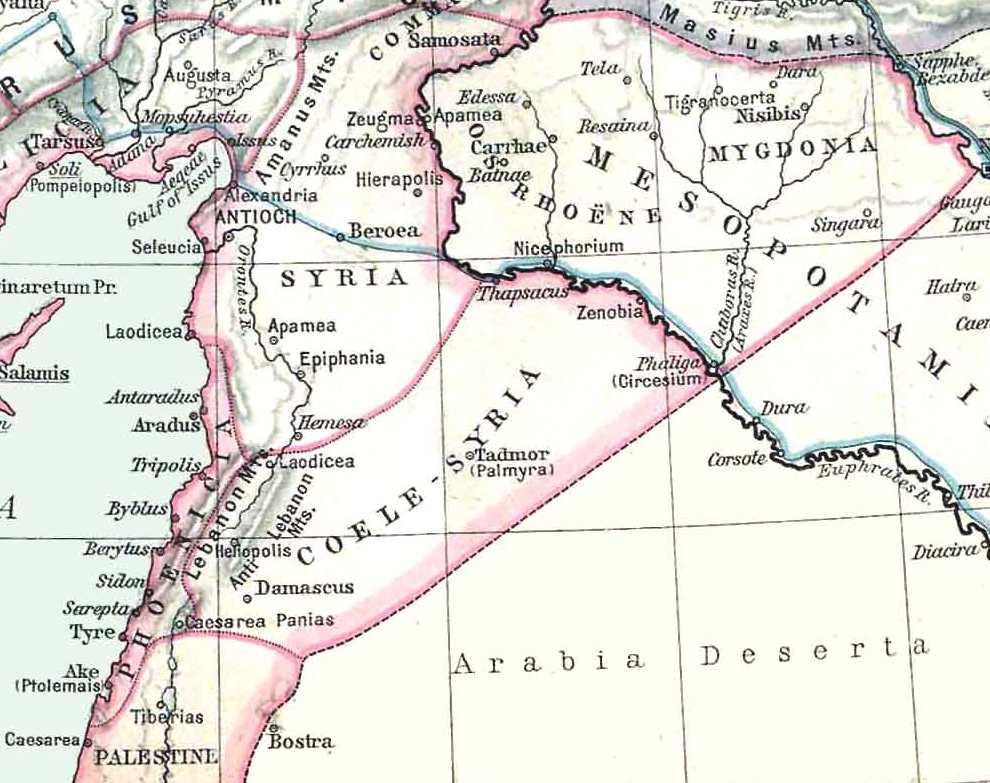
areny wojen syryjskich: Cylicja, Syria, Celesyria i Fenicja

II wojna syryjska – konflikt zbrojny toczący się od ok. 260 p.n.e. do ok. 253 p.n.e. pomiędzy ptolemejskim Egiptem a państwem Seleukidów.

## Prolog

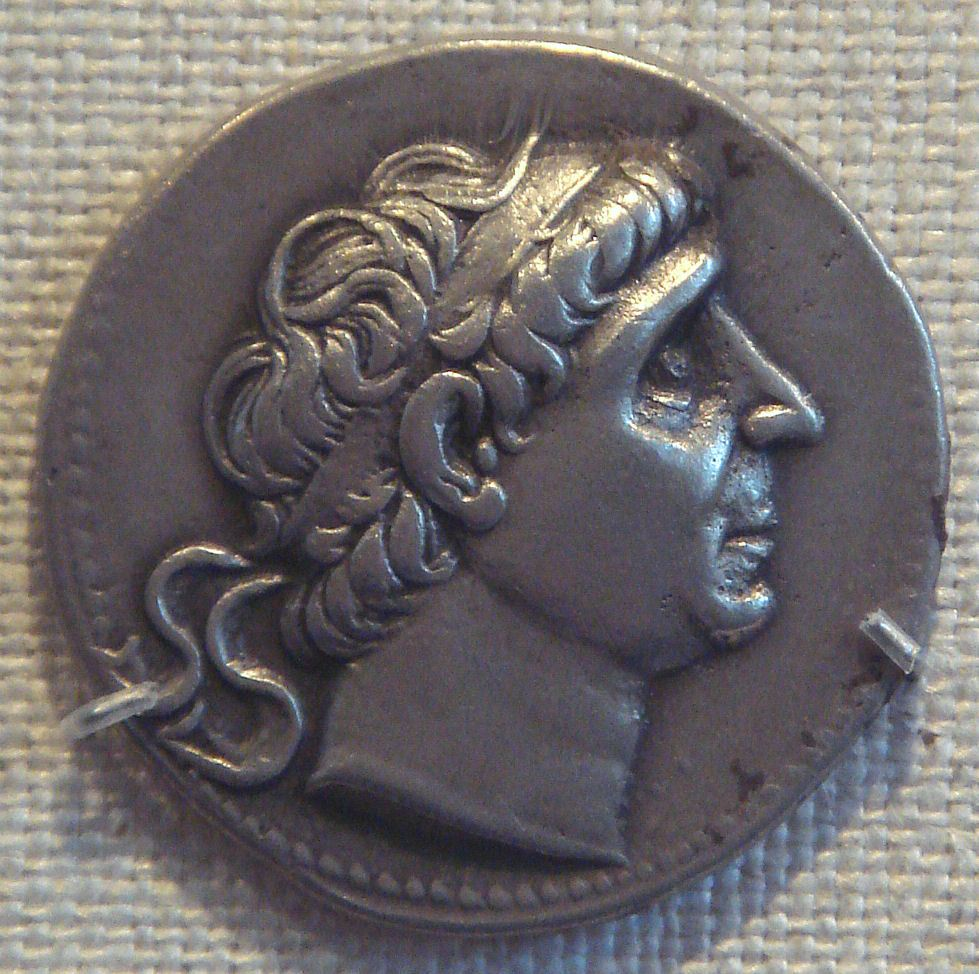
moneta z wizerunkiem Antiocha II Theosa

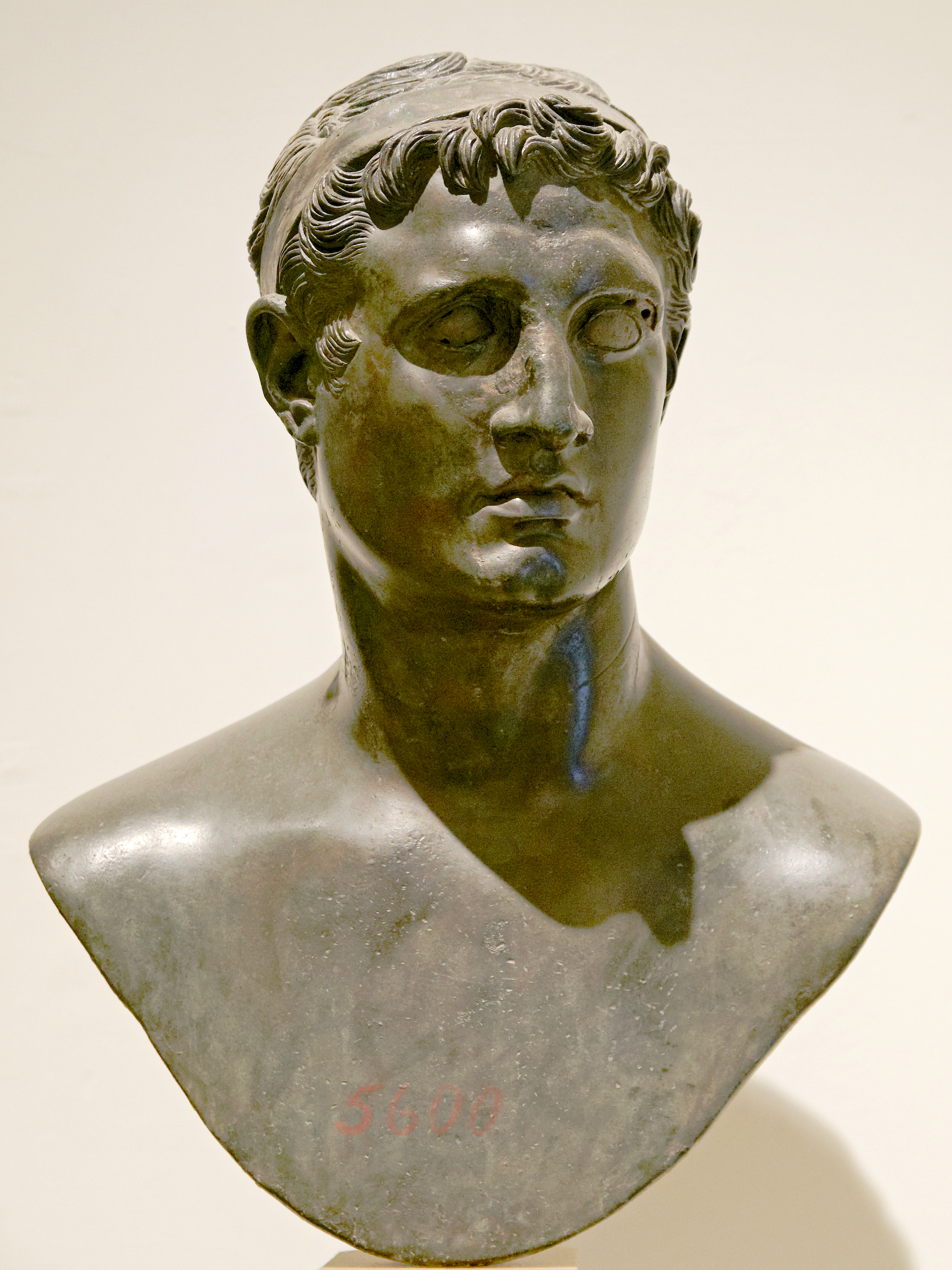
popiersie Ptolemeusza II Filadelfosa

Około 262 p.n.e. Ptolemeusz II obsadził członka swojego rodu, tzw. Ptolemeusza Syna (najczęściej identyfikowany jako Ptolemeusz Nios) na pozycji wicekróla w Efezie. Było to najpewniej wynikiem chęci dążenia Ptolemeusza do wzmocnienia swojej władzy w basenie Morza Egejskiego i efektem wzrostu egipskiego zaangażowania w regionie po wydarzeniach wojny chremonidejskiej. Około 261 p.n.e. zmarł król seleukidzki Antioch I, a jego następcą został Antioch II. Ok. 260 Ptolemeusz Syn zbuntował się przeciwko zwierzchnictwu Ptolemeusza II. Wystąpienie Efezu przeciw Ptolemeuszom poparł dowódca wojskowy z Miletu Timarchos, który wykorzystał sytuację i zajął wyspę Samos. Wkrótce Ptolemeusz II zdołał odzyskać kontrolę nad wyspą Samos i Efezem, ale Antioch II w międzyczasie zajął Milet dotychczas znajdujący się w strefie wpływów egipskich. Wzrost napięć w regionie wybrzeża Azji Mniejszej doprowadził do wybuchu otwartego konfliktu między Ptolemeuszem a nowym władcą Seleukidów.

## Przebieg
Wojna miała kilka frontów; toczyła się na terenie Syrii, Cylicji, w basenie Morza Egejskiego i zachodniej Azji Mniejszej. Zdaniem J. Graingera trwała sześć lub siedem lat, a więc około dwukrotnie dłużej niż pierwsza wojna syryjska. Po stronie seleukidzkiej stanęło polis Rodos, do tej pory sprzymierzone z Ptolemeuszami. Rodos obok Egiptu było wówczas jedną z najpotężniejszych sił morskich w rejonie.  Ok. 258 p.n.e. flota Ptolemeusza, dowodzona przez Ateńczyka Chremonidesa, poniosła klęskę z rąk Rodyjczyków, dowodzonych przez Agatastratosa, w pobliżu Efezu. Wówczas prawdopodobnie Ptolemeusz utracił Efez na rzecz Antiocha. Tuż przed wojną lub w jej trakcie (261 p.n.e. lub 255 p.n.e.) flota egipska, dowodzona przez nauarchę Patroklosa, poniosła ponadto porażkę w bitwie morskiej z Antygonem Gonatasem nieopodal wyspy Kos. Gdyby ta druga data okazała się celna, znaczyłoby to, że Macedonia przyłączyła się do wojny po stronie Seleukidów. Z kolei dowody numizmatyczne pozwalają przypuszczać, że w początkowej fazie wojny Ptolemeusz poczynił znaczne postępy w Syrii i Cylicji, prawdopodobnie korzystając z przewagi na morzu. Egipcjanie mogli wykorzystać obecność swojej floty na Morzu Egejskim, wynikającą z niedawnego zaangażowania w wojnie chremonidejskiej. Sytuacja na froncie syryjskim prawdopodobnie około 257 p.n.e. uległa zmianie na korzyść Antiocha I, który wyparł też siły wroga z Cylicji. Po 257 p.n.e. najprawdopodobniej wojna straciła impet. Zdaniem J. Graingera i T. Grabowskiego do zawarcia pokoju doszło w 253 p.n.e.

## Skutki
W wyniku wojny państwo Ptolemeuszy na pewien czas utraciło kontrolę nad niektórymi terenami wybrzeża Azji Mniejszej. Prawdopodobnie w wyniku tej wojny Ptolemeusz II utracił Jonię, Pamfilię, część Cylicji i wyspę Samos. Utracił też zwierzchnictwo nad cykladzkim Związkiem Wyspiarzy. Bez wątpienia Antioch II przejął Milet i Efez. Dokładne przemiany terytorialne nie są możliwe do odtworzenia z uwagi na ubóstwo źródeł. Na mocy porozumienia kończącego wojnę Ptolemeusz II wydał swoją córkę Berenikę za Antiocha II. Tomasz Grabowski wysunął przypuszczenie, że olbrzymie wiano, jakie Ptolemeusz przekazał Antiochowi wraz z Bereniką, stanowiło zakamuflowaną reparację wojenną. Ponadto Ptolemeusz poczynił pewne cesje terytorialne na rzecz Antiocha w Syrii. Ptolemeidzi mimo niepowodzeń militarnych utrzymali Celesyrię. Granicą między państwami pozostawała rzeka Eleutheros. Działania wojenne pociągnęły za sobą zwiększone obciążenia podatkowe na terenie Egiptu. Antioch uzyskał militarne zwycięstwo nad Ptolemeuszem, ale w wyniku zaangażowania w wojnę utracił częściowo panowanie nad innymi terenami swojego imperium, zwłaszcza nad Baktrią i Partią, które uzyskały niezależność. Małżeństwo Bereniki i Antiocha otwarło pole dla późniejszych wzajemnych roszczeń dynastycznych i było jedną z przyczyn wybuchu III wojny syryjskiej.